# Där tamariskens skugga ner på mjuka tuvan
Där tamariskens skugga ner på mjuka tuvan skrevs av Jørgen Peter Santon, predikant och sångare inom danska missionförbundet. Den danska originaltiteln är Hvor tamariskens dybe, dunkle skygge. Sången utgavs 1915 i Kirkeklokkens Sange. Den översattes till svenska av Otto Witt.

## Publicerad i
- Segertoner 1922
- Segertoner 1930 som nr 322